# مينوكسيديل
المينوكسيديل هو دواء خافض للضغط موسع وعائي يستخدم لعلاج تساقط الشعر. وهو متاح كدواء مكافئ ودون وصفة لعلاج الصلع الوراثي، وهو شكل من أشكال فقدان الشعر لدى الناس.

## الاستخدامات الطبية
المينوكسيديل، يطبق موضعيا، ويستخدم على نطاق واسع لعلاج تساقط الشعر. الدواء فعال في المساعدة على تعزيز نمو الشعر في الناس الذين يعانون من مرض الصلع الوراثى بغض النظر عن الجنس. حوالي 40 ٪ من الرجال يلاحظ لديهم نمو الشعر بعد 3-6 أشهر. يجب أن يتم استخدام المينوكسيديل إلى أجل غير مسمى من أجل الدعم المستمر لبصيلات الشعر الموجودة والحفاظ على أي شعر قد نما.
تأثيره لدى الناس الذين يعانون من داء الثعلبة غير واضح.

## الآثار الجانبية
المينوكسيديل يتم تحمله بصورة جيدة بشكل عام، ولكن الآثار الجانبية الشائعة تشمل حرقان أو تهيج العين، الحكة، احمرار أو تهيج في المنطقة المعالجة، ونمو الشعر غير المرغوب فيه في أماكن أخرى في الجسم. تفاقم فقدان الشعر/تساقط الشعر قد تم ذكر حدوثه أيضا لدى البعض. تفاعلات الحساسية الشديدة من الدواء قد تشمل طفح جلدي، شرى، حكة، صعوبة في التنفس، ضيق في الصدر، تورم في الفم والوجه والشفاه أو اللسان، ألم في الصدر، دوخة، إغماء، عدم انتظام دقات القلب، صداع، زيادة مفاجئة وغير مفسرة في الوزن، أو تورم في اليدين والقدمين. فقدان الشعر المؤقت هو أحد الآثار الجانبية الشائعة لدواء المينوكسيديل. تذكر الشركات المصنعة أن فقدان الشعر المؤقت الناتج عن الدواء هو أحد الآثار الجانبية الشائعة ووصفت العملية بأنها "Shedding".
الكحول والبروبيلين جليكول الموجودان في بعض المستحضرات الموضعية قد يعملا على جفاف فروة الرأس مما يؤدي إلى حدوث قشرة في الرأس والتهاب الجلد التماسي.
الآثار الجانبية للمينوكسيديل المأخوذ عن طريق الفم قد تشمل تورم في الوجه والأطراف، سرعة وعدم انتظام ضربات القلب، دوخة، ضرر في القلب، ونخر العضلة الحليمية ومناطق تحت الشغاف في البطين الأيسر. حالات الحساسية من المينوكسيديل أو البروبيلين غليكول غير النشط، الذي يوجد في بعض مركبات المينوكسيديل الموضعي تم الإبلاغ عنها أيضا. ضخامة الأطراف هي من الآثار الجانبية النادرة للغاية التي ذكر حدوثها بسبب أخذ جرعات كبيرة من المينوكسيديل الفموي.
المينوكسيديل قد يسبب الشعرانية، على الرغم من أنها نادرة جدا ويمكن التخلص منها من خلال التوقف عن الدواء.

## آلية العمل
الآلية التي يعزز المينوكسيديل من خلالها نمو الشعر ليست مفهومة تماما. مينوكسيديل هو فاتح لقنوات البوتاسيوم، يسبب فرط الاستقطاب لأغشية الخلايا. نظريا، عن طريق توسيع الأوعية الدموية وفتح قنوات البوتاسيوم، فإنه يسمح للمزيد من الأوكسجين والدم والمواد الغذائية بالوصول إلى جريب الشعرة. قد يتسبب هذا في سقوط بصيلات الشعر في الطور الانتهائي، ثم يحل محلها شعر أكثر سمكا في طور التنامي. مينوكسيديل هو دواء أولي يتم تحويله عن طريق الكبرتة عبر إنزيم sulfotransferase SULT1A1 إلى وضعه النشط، "minoxidil sulfate". العديد من الدراسات أظهرت أن نشاط sulfotransferase في بصيلات الشعر يتنبأ بمقدار الاستجابة للمينوكسيديل في علاج تساقط الشعر.
المينوكسيديل هو أقل فعالية عندما تكون منطقة تساقط الشعر كبيرة. بالإضافة إلى أن فعاليته تظهر إلى حد كبير في الرجال الأصغر سنا الذين عانوا من فقدان الشعر لأقل من 5 سنوات. استخدام المينوكسيديل هو لفقدان الشعر في المنطقة المركزية (vertex) فقط. المينوكسيديل هو أيضا موسع وعائي. تجري اثنان من الدراسات السريرية في الولايات المتحدة من أجل صنع أجهزة طبية قد تسمح للمرضى لتحديد ما إذا كان من المرجح أن يستفيد من دواء المينوكسيديل أم لا.

## الأسماء التجارية
يباع مينوكسيديل بالعديد من الأسماء التجارية عالميا، منها: Alomax, Alopek, Alopexy, Alorexyl, Alostil, Aloxid, Aloxidil, Anagen, Apo-Gain, Axelan, Belohair, Boots Hair Loss Treatment, Botafex, Capillus, Carexidil, Coverit, Da Fei Xin, Dilaine, Dinaxcinco, Dinaxil, Ebersedin, Eminox, Folcare, Guayaten, Hair Grow, Hair-Treat, Hairgain, Hairgaine, Hairgrow, Hairway, Headway, Inoxi, Ivix, Keranique, Lacovin, Locemix, Loniten, Lonnoten, Lonolox, Lonoten, Loxon, M E Medic, Maev-Medic, Mandi, Manoxidil, Mantai, Men's Rogaine, Minodil, Minodril, Minostyl, Minovital, Minox, Minoxi, Minoxidil, Minoxidilum, Minoximen, Minoxiten, Minscalp, Mintop, Modil, Moxidil, Neo-Pruristam, Neocapil, Neoxidil, Nherea, Noxidil, Oxofenil, Pilfud, Pilogro, Pilomin, Piloxidil, Recrea, Regain, Regaine, Regaxidil, Regro, Regroe, Regrou, Regrowth, Relive, Renobell Locion, Reten, Rexidil, Rogaine, Rogan, Si Bi Shen, Splendora, Superminox, Trefostil, Tricolocion, Tricoplus, Tricovivax, Tricoxane, Trugain, Tugain, Unipexil, Vaxdil, Vius, Womens Regaine, Xenogrow, Xue Rui, Ylox, and Zeldilon.
أيضا يتم بيعه كدواء مركب مع أميفامبريدين تحت الأسماء التجارية Gainehair وHair 4 U، وأيضا كدواء مركب مع تريتينوين وكلوبيتاسول تحت الاسم التجاري Sistema GB.

## وصلات خارجية
- Minoxidil Topical | MedlinePlus Drug Information